# Ký tự phiên âm
Ký tự phiên âm, Chữ phiên âm hay chữ Ruby là ký tự nhỏ mà có thể được đặt ở trên hoặc bên phải của một chữ Hán (và cả chữ Nôm) để hiển thị cách phát âm. Chúng thường xuất hiện với các chữ tượng hình hay văn tự ngữ tố của các ngôn ngữ thuộc Vùng văn hóa Đông Á là tiếng Trung, tiếng Nhật, tiếng Việt hoặc tiếng Triều Tiên. Thường được sử dụng khi hướng dẫn cách phát âm cho cho các ký tự tương đối mơ hồ. 

## Các ví dụ
Dưới đây là một ví dụ của các ký tự phiên âm tiếng Nhật (gọi là chữ furigana) cho "Tōkyō" ("東京"):
| とう | きょう |
| 東   | 京     |

| トウ | キョウ |
| 東   | 京     |

| tō | kyō |
| 東 | 京  |

| とう | きょう |
| 東   | 京     |

| トウ | キョウ |
| 東   | 京     |

| tō | kyō |
| 東 | 京  |

| ㄅㄟˇ | ㄐ一ㄥ |
| 北    | 京     |

| běi | jīng |
| 北  | 京   |

| ㄅㄟˇ | ㄐ一ㄥ |
| 北    | 京     |

| běi | jīng |
| 北  | 京   |

| Chosŏn'gŭl                    |    |
| \| 한 \| 국 \| \| 韓 \| 國 \| |    |
| 한                            | 국 |
| 韓                            | 國 |

| 한 | 국 |
| 韓 | 國 |

| hà | nội |
| 河 | 內  |

| chữ | nôm |
| 𡨸  | 喃  |

| hà | nội |
| 河 | 內  |

| chữ | nôm |
| 𡨸  | 喃  |

| Hình tượng sơ khai | Bài viết liên quan đến Đông Á này vẫn còn sơ khai. Bạn có thể giúp Wikipedia mở rộng nội dung để bài được hoàn chỉnh hơn. |